# Viniegra de Arriba
Viniegra de Arriba è un comune spagnolo di 55 abitanti situato nella comunità autonoma di La Rioja.